# Батърст (остров, Австралия)
Батърст (на английски: Bathurst Island) е остров в източната част на Тиморско море, край северните брегове на Австралия, административно принадлежащ към Северната територия. Площта му е 1692 km².
Остров Батърст се простира на 66 km от северозапад на югоизток, а ширината му варира от 5 до 24 km. Разположен е на 80 km на север от град Дарвин, от който го отделя заливът Бигъл. На изток тесният (0,6 km) проток Апсли го отделя от втория по големина австралийски остров Мелвил. Бреговете му са силно разчленени от няколко малки, но дълбоко врязващи се в сушата естуари на реки. Релефът е равнинен с максимална височина 258 m, издигаща се в южната му част. Климатът е субекваториален. Целият остров е покрит с евкалиптови мусонни гори. През 2010 населението на острова наброява 1640 души, които живеят в единственото постоянно селище Вурумианга, разположено в крайния югоизточен ъгъл на Батърст. Целият остров е обособен като аборигенски резерват и за неговото посещение се изисква специално разрешение от управата на резервата.
Участък от северния бряг на острова е открит през 1644 г. от видния холандски мореплавател Абел Тасман. През 1818 г. английският мореплавател Филип Паркър Кинг детайлно изследва и картира бреговете му и го наименува в чест на тогавашния (1807 – 12) британски министър на търговията Хенри Батърст, 3-ти граф Батърст (1762 – 1834).